# Stäfa
Stäfa es una ciudad y comuna suiza del cantón de Zúrich, situada en el distrito de Meilen. Limita al noreste con la comuna de Oetwil am See, al este con Hombrechtikon, al sureste con Freienbach (SZ), al suroeste con Richterswil y Wädenswil, y al oeste con Männedorf.
Su escudo luce la imagen de santa Verena de Zurzach. Tiene una superficie de 879 ha.

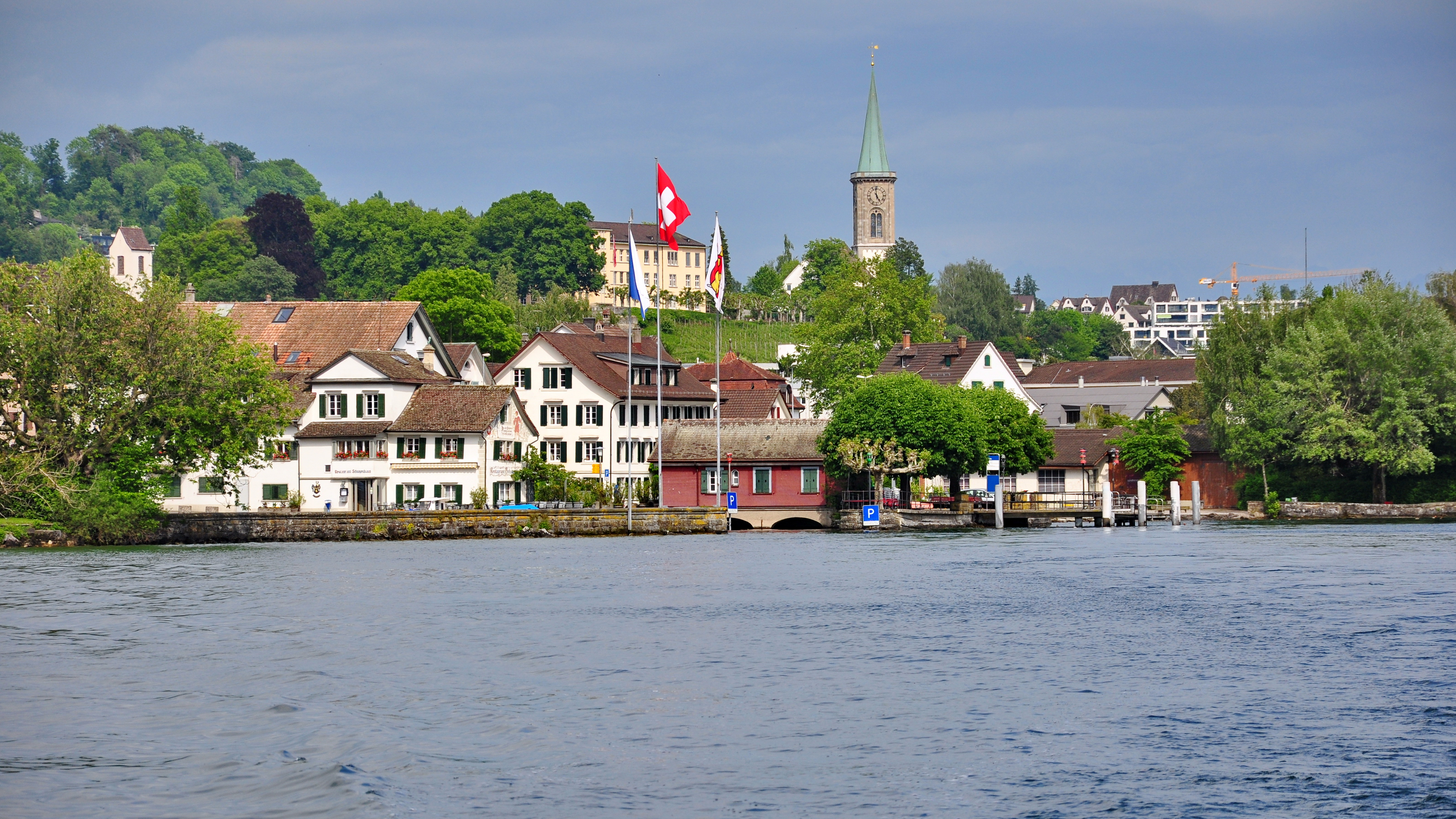
Puerto de Stäfa

## Transportes
Ferrocarril
En la ciudad existe una estación de ferrocarril en la que paran trenes de la red S-Bahn Zúrich.